# サン・ミゲル湾

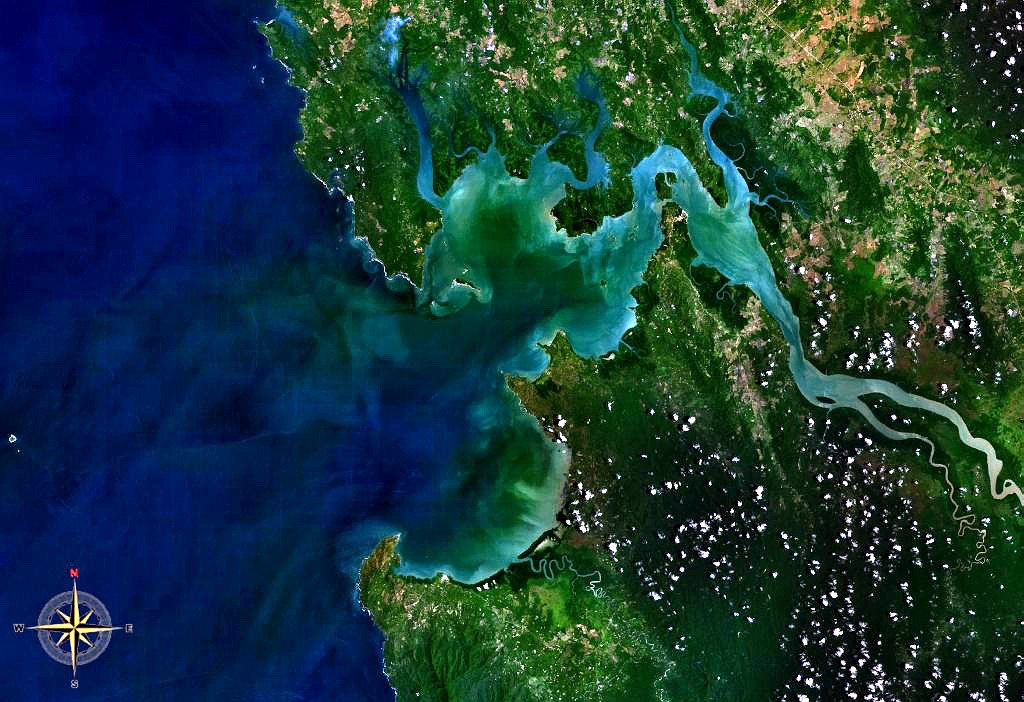
宇宙から見たサン・ミゲル湾

サン・ミゲル湾（Golfo de San Miguel）は、パナマ東部ダリエン県で太平洋に面する湾である。トゥイラ川が流れ込んでいる。南端はガラチネ岬（Cape Garachiné）で北端はプンタ・サン・ロレンソ（ガルド岬）である。
湾内に砂浜、サンゴ礁およびマングローブと塩類平原のある三角江があり、ペリカン属などの海鳥が多く生息している。汽水域である湾奥にマングローブや沼地、河川が多く、一帯の水域はCathorops tuyra、Centropomus unionensis、Cynoscion albusなどの現地の人々にとって重要な食料と資金源となる魚類の繁殖地と生息地であり、水域および付近の保水力が強い湿地にはオオノコギリエイ、クチジロペッカリー、オオホウカンチョウ、オウギワシ、アメリカワニやネコ科のオセロット、ジャガランディなども生息している。パティーニョ岬自然保護区周辺は1993年にラムサール条約登録地となり、湾奥のトゥイラ川下流部と河口一帯も2024年にラムサール条約登録地となった。